# Střelice u Stoda

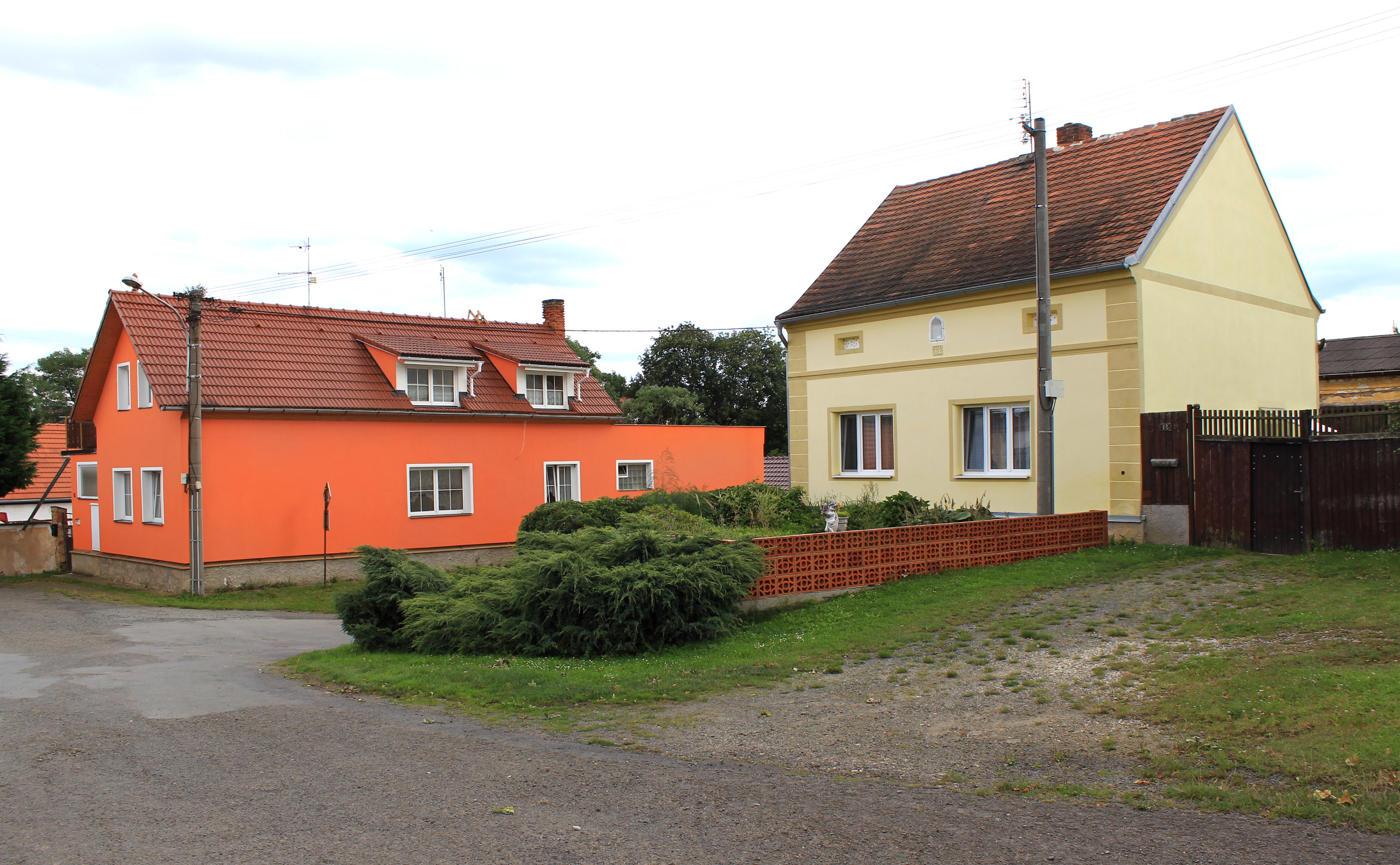
Das Dorfplatz

Střelice (deutsch Strelitz) ist eine Gemeinde mit 109 Einwohnern in Tschechien. Sie liegt zwei Kilometer südwestlich von Stod an der Radbuza und gehört zum Okres Plzeň-jih. Die Katasterfläche beträgt 509 Hektar.

## Geographie
Střelice befindet sich in 352 m ü. M. rechts der Radbuza in einem kleinen Seitental. Südlich des Ortes führt die Staatsstraße 26 zwischen Stod und Holýšov vorbei.
Nachbarorte sind Stod im Nordosten, Lelov und Líšina im Südosten sowie Hradec im Nordwesten.

## Geschichte
Die erste urkundliche Erwähnung von Střelice stammt aus dem Jahre 1248, als Wenzel I. das Dorf dem Kloster Chotěšov stiftete. Seit dem 15. Jahrhundert war der Ort an verschiedene weltliche Herrschaften verpfändet und gelangte dann zu den Besitztümern der Herrschaft Horšovský Týn. Nach der Schlacht am Weißen Berg erhielt das Kloster 1621 den Ort zurück.
Während des Dreißigjährigen Krieges verödete der Ort und das Kloster holte deutsche Siedler ins Land. Die berní rula weist für Střelice lediglich drei Bauernschaften aus und im Theresianischen Kataster von 1713 waren bereits 20 Bauernwirtschaften angegeben. Zwischen 1788 und 1939 verdoppelte sich die Zahl der Häuser von 25 auf 49.

## Gemeindegliederung
Für die Gemeinde Střelice sind keine Ortsteile ausgewiesen.

## Sehenswürdigkeiten
- Kapelle auf dem Dorfplatz
- Kleine Kapelle an der Dorfstraße
- Mühle am linken Ufer der Radbuza